# Wilhelm Weygandt

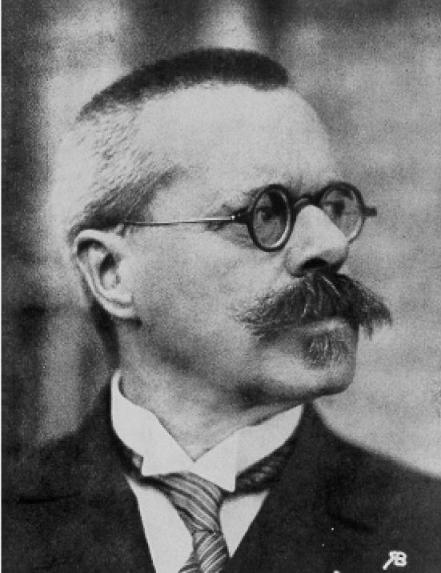
Wilhelm Weygandt, um 1920

Wilhelm Christian Jakob Karl Weygandt (* 30. September 1870 in Wiesbaden; † 22. Januar 1939 ebenda) war ein deutscher Psychiater und von 1908 bis 1934 Direktor der Hamburger Staatskrankenanstalt Friedrichsberg. Seit 1919 bis zu seiner Emeritierung im Frühjahr 1934 war er außerdem erster Ordinarius für Psychiatrie an der Universität Hamburg. Seine Arbeitsschwerpunkte lagen in der Kinder- und Jugendpsychiatrie, der experimentellen Psychologie, der Forensik sowie der Psycho- und Rassenhygiene. Er galt im ersten Drittel des 20. Jahrhunderts als wichtigste Autorität auf dem Gebiet der Forschung und Fürsorge des „jugendlichen Schwachsinns“.

## Leben
Wilhelm Weygandt wurde als Sohn des Kaufmanns Wilhelm Weygandt und seiner Ehefrau Elise geboren. Nach seinem Abitur 1889 studierte er zunächst Germanistik, Philosophie und Theologie an der Universität Straßburg. Zum Sommersemester 1891 wechselte er zum Studium der Philosophie, Pädagogik und Germanistik an die Universität Leipzig. 1892 begann er ein Studium der Medizin.
In Straßburg war er 1893 mit einer Arbeit über die Entstehung der Träume bei Wilhelm Wundt zum Doktor der Philosophie promoviert worden. Zugleich setzte er sein Medizinstudium in Freiburg, Berlin und Heidelberg fort. Im Jahre 1896 wurde er von der Medizinischen Fakultät promoviert mit einem Beitrag zur Histologie der Syphilis des Zentralnervensystems in Würzburg bei Konrad Rieger. Von 1897 bis 1899 war er Assistenzarzt bei Emil Kraepelin an der Heidelberger Universitätsklinik und habilitierte sich 1899 wiederum bei Rieger Über die Mischzustände des manisch-depressiven Irreseins. Der Ernennung zum außerordentlichen Professor 1904 an der Universität Würzburg, wo Weygandt auf dem Gebiet der Behandlung von Schilddrüsenerkrankungen (Kretinismus) erfolgreich tätig war und eine Nerven-Poliklinik mit privat angemieteten Räumen betrieb, folgte 1908 die Berufung als Nachfolger Daniel Wilhelm Reyes zum Direktor der Staatskrankenanstalt Friedrichsberg. Mit Verweis auf seine Tätigkeit in Friedrichsberg lehnte Weygandt 1912 bzw. 1916 Professuren für Psychiatrie in Greifswald und Rostock ab. Während des Ersten Weltkriegs richtete er in Friedrichsberg eine Abteilung für psychisch kranke Soldaten ein. Weygandt befürwortete die Bestrebungen in Hamburg eine Universität zu gründen. Im Jahr 1919 erhielt er den Lehrstuhl für Psychiatrie an der neu gegründeten Universität Hamburg.
Weygandt heiratete 1911 die Schauspielerin Ella Kobold (d. i. Elvira Weiß, geboren 1877), Geliebte des Reiseschriftstellers Ernst von Hesse-Wartegg. Politisch war Weygandt liberal und nationalistisch eingestellt. Noch 1918 attestierte er den Deutschen „Mangel an völkischem Selbstbewußtsein und Stolz“ und lehnte Friedensbereitschaft als Schwäche ab. Von 1919 bis 1928 gehörte er der linksliberalen Deutschen Demokratischen Partei an. Außerdem war er bis 1931 Freimaurer in einer humanitären Loge mit nationalem Charakter.
Weygandt begrüßte 1933 die Machtergreifung der Nationalsozialisten und beantragte am 15. Mai 1933 die Mitgliedschaft in der NSDAP, seine Aufnahme wurde jedoch abgelehnt. Im November 1933 unterzeichnete er das Bekenntnis der deutschen Professoren zu Adolf Hitler. Trotzdem wurde er von dem Hamburger Ärzteführer Willy Holzmann angefeindet, der ihm Mangel an „nationalsozialistischen Instinkten“ und Begünstigung von Juden vorwarf. Vordergründig wurde die – bereits beendete – Mitgliedschaft in einer Loge als Anlass genommen, die bereits genehmigte Verlängerung der Lehrtätigkeit Weygandts zu widerrufen und ihn im Alter von 63 Jahren zum Jahresende 1933 bzw. zum 31. März 1934 zu entlassen. Vermutlich war er Holzmann hinderlich, der die Schlüsselpositionen im Bereich Rassenhygiene mit Vertrauenspersonen besetzen wollte. Weygandts Auslandsreisen zu Kongressen wurden in den folgenden Jahren beschränkt. Nachfolger Wegandts als Klinikleiter wurde 1934 kommissarisch Ernst Rittershaus, der seinerseits 1936 durch Hans Bürger-Prinz abgelöst wurde.
Weygandt zog 1937 zurück nach Wiesbaden. Er litt wieder stärker an Asthma, das ihn seit seiner Studienzeit geplagt hatte. Am 22. Januar 1939 starb er in Wiesbaden.

## Werk
Weygandt war ein außergewöhnlich vielseitiger Forscher. Bereits mit seiner philosophischen Dissertation, in der er im Gegensatz zu Sigmund Freud eine streng empirische Herangehensweise vertrat, gehörte er zu den wichtigen Theoretikern der Traumforschung des ausgehenden 19. Jahrhunderts. In der Psychiatrie arbeitete er im Grenzgebiet zwischen Neurologie und Psychiatrie über Wachstumsanomalien, endokrine Störungen, Neurasthenie, Aphasie, Syphilis und „Idiotie“. Er verfasste eine Reihe von Lehrbüchern zur allgemeinen Psychiatrie, Diagnostik, Forensik und Kinderpsychiatrie. Insgesamt summiert sich die Zahl seiner Veröffentlichungen auf über 600. Darunter befinden sich auch literarische Arbeiten wie ein Lustspiel in oberbayerischer Mundart, drei Gedichtbände und Arbeiten zur Psychopathologie in Literatur und Kunst.
Als Direktor modernisierte Weygandt nicht nur die Bausubstanz der Anstalt Friedrichsberg, sondern verwandelte sie mit psychologischen, hirnanatomischen, serologischen und erbbiologischen Laboratorien zugleich in eine angesehene Forschungsanstalt. Berühmt wurden auch seine Sammlungen von Schädeln und Gehirnen, sowie von Kunstgegenständen, Zeichnungen und Bildwerken Geisteskranker. Er versah die Klinik mit allen medizinischen, chirurgischen, heilpädagogischen und arbeitstherapeutischen Möglichkeiten und wandte als einer der ersten in Deutschland die Malariatherapie nach Julius Wagner-Jauregg an.
Aber Weygandt war auch ein energischer Befürworter der Rassenhygiene. Da er davon ausging, dass zwei Drittel der psychischen Krankheiten durch erbliche Belastung bedingt seien, sprach er sich bereits 1904 dafür aus, die Fortpflanzung entsprechend belasteter Personen durch Eheverbote oder Sterilisationen zu verhindern. 1913 erwog er die „theoretische Existenzberechtigung“ des Typus des „geborenen Verbrechers“ und forderte, mehrfach rückfällige Kriminelle lebenslang zu definieren und „Minderwertige“ zu sterilisieren bzw. zu kastrieren. 1928 behauptete er, dass Deutschland nur existieren könne, „als Land der Qualitätsarbeit, aber dazu gehören psychisch auf ein Höchstmaß von Leistungsfähigkeit gezüchtete Menschen, deren Psyche möglichst frei sein muß von Minderwertigkeit der Anlage und schädlichen exogenen Faktoren.“ Gleichzeitig bezweifelte er, „[o]b es gelingen wird, in Deutschland die schwächliche Sentimentalität der unbegrenzten Rücksicht auf das Einzelwohlbefinden und den allgemeinen, oberflächlichen Hedonismus rationellen, rassefördernden Gründen zu opfern.“ Weygandt fürchtete dabei eine „Entartung“ der Gesellschaft. Eine solche sah er auch in der modernen Kunst. Die von ihm gesammelte „Irrenkunst“ diente ihm dabei als Beleg, dass Expressionismus, Futurismus, Dadaismus und die Bauhaus-Kunst ebenso entartet seien wie die Kunst Geisteskranker.
Dementsprechend begrüßte Weygandt nicht nur die rassenhygienische Gesetzgebung des Nationalsozialismus wie das Gesetz zur Verhütung erbkranken Nachwuchses vom 14. Juli 1933, durch das Zwangssterilisationen ermöglicht wurden. Er trat auch für eine erhebliche Erweiterung des zu sterilisierenden Personenkreises ein, in den er alle Hilfsschüler, Fürsorgezöglinge und delinquente Jugendliche einbezogen sehen wollte. Ferner befürwortete er die Kastration und erwog bereits 1933 die Euthanasie „Schwachsinniger“. Das Werk Wilhelm Weygandts ist damit ein besonders frappantes Beispiel dafür, wie Biologismus und Rassenhygiene im ersten Drittel des 20. Jahrhunderts zunehmend das psychiatrische Denken und Handeln bestimmten.

## Ehrungen
1960 wurde die Weygandtstraße in Hamburg-Langenhorn nach ihm benannt. 1999 wurde sie jedoch wegen Weygandts NS-Belastung umgewidmet und erinnert nun an Friedrich Weygandt († 1525, Persönlichkeit des Deutschen Bauernkriegs).

## Publikationen (Auswahl)
- Entstehung der Träume. Druck v. Grübel & Sommerlatte, Leipzig 1893.
- Über die Mischzustände des manisch-depressiven Irreseins. Ein Beitrag zur klinischen Psychiatrie. Lehmann, München 1899.
- Die Behandlung idiotischer und imbeciller Kinder in ärztlicher und pädagogischer Beziehung. A. Stuber, Würzburg 1900.
- Atlas und Grundriss der Psychiatrie. Lehmann, München 1902. archive.org
- Der heutige Stand der Lehre vom Kretinismus. Marhold, Halle an der Saale 1904.
- Weitere Beiträge zur Lehre vom Cretinismus. In: Verhandlungen der Physikalisch-medicinischen Gesellschaft Würzburg. Neue Folge 37, 1905, S. 13.
- Leicht abnorme Kinder. Marhold, Halle an der Saale 1905.
- Märchen. Spiel in 2 Akten. Würzburg [ca. 1905].
- Über Idiotie. Referat, erstattet auf der Jahresversammlung des Deutschen Vereins für Psychiatrie, Dresden, 28. April 1905. Marhold, Halle an der Saale 1906.
- Die abnormen Charaktere bei Ibsen. Bergmann, Wiesbaden 1907.
- Forensische Psychiatrie. 2 Bände (I.: Straf- und zivilrechtlicher Abschnitt; II.: Sachverständigentätigkeit). Göschen, Leipzig 1908–1922 (= Sammlung Göschen. Band 410–411).
- Abnorme Charaktere in der dramatischen Literatur. Shakespeare, Goethe, Ibsen, Gerhart Hauptmann. Voss, Hamburg u. a. 1910.
- Handbuch der Psychiatrie. Spezieller Teil, Abt. 2, H. 2: Idiotie und Imbezillität. Die Gruppe der Defektzustände des Kindesalters. 1915.
- Psychiatrische Gutachtertätigkeit im Kriege. In: Jahreskurse für ärztliche Fortbildung. Mai 1917, S. 22–79.
- Über Psychologie und Psychopathologie der kriegführenden Völker (Nach einem Vortrag Ende 1916). Voss, Leipzig 1917.
- Erkennung der Geistesstörungen. (Psychiatrische Diagnostik). Lehmann, München 1920.
- Friedrichsberg: Staatskrankenanstalt und psychiatrische Universitätsklinik in Hamburg. Ein Beitrag zur Krankenanstaltsbehandlung und Fürsorge psychisch Kranker und Nervenleidender. Meißner, Hamburg 1922.
- Von den Alpen zur Atlantis. Meißner, Hamburg 1925.
- Conrad Rieger zum 70. Geburtstag. In: Deutsche Medizinische Wochenschrift. Band 51, 1925, S. 530–531.
- als Hrsg. mit Ernst Rüdin, Robert Sommer, Hans Roemer und Paul Nitsche: Zeitschrift für psychische Hygiene. Offizielles Organ des Deutschen Verbandes für psychische Hygiene und Rassenhygiene und des Verbandes Deutscher Hilfsvereine für Geisteskranke. Unter Mitwirkung des Herausgebers der Allgemeinen Zeitschrift für Psychiatrie Georg Ilberg. Band 1–8. Walter de Gruyter & Co., Berlin 1928–1935.
- Psychologie und Psychiatrie. In: Die Aufgaben der Psychologie an den deutschen Hochschulen. 1932, S. 66–68.
- Der jugendliche Schwachsinn, seine Erkennung, seine Behandlung und Ausmerzung. Stuttgart 1936.
- Talentierte Schwachsinnige und ihre erbgesetzliche Bedeutung. In: Münchner Medizinische Wochenschrift. Band 85, Heft 1, und Heft 2, 1938, S. 12–16 und 61–64.
- Lehrbuch der Nerven- und Geisteskrankheiten. Halle an der Saale 1935; 2., neubearbeitete Auflage 1952.
- Der jugendliche Schwachsinn. Enke, Stuttgart 1936.